# مدل اثرات تصادفی
در آمار، یک مدل اثرات تصادفی که مدل اجزای واریانس نیز نامیده می‌شود، یک مدل آماری است که در آن پارامترهای مدل، متغیرهای تصادفی هستند. این یک نوع مدل سلسله مراتبی است که فرض می‌کند داده‌های مورد تجزیه و تحلیل از سلسله مراتبی از جمعیت‌های مختلف که تفاوت‌هایشان به آن سلسله مراتب مربوط می‌شود، استخراج شده‌اند. مدل اثرات تصادفی یک مورد خاص از یک مدل ترکیبی است. این را با تعاریف آمار زیستی مقایسه کنید، زیرا آماردانان زیستی از اثرات «ثابت» و «تصادفی» به ترتیب برای اشاره به اثرات میانگین جمعیت و اثرات «موضوعی خاص» استفاده می‌کنند (مورد دوم معمولاً ناشناخته یا متغیر پنهان فرض می‌شود).

## توصیف کیفی
مدل‌های اثر تصادفی به کنترل ناهمگنی مشاهده نشده کمک می‌کنند زمانی که ناهمگنی در طول زمان ثابت است و با متغیرهای مستقل همبستگی ندارد. این ثابت را می‌توان از طریق تفاضل از داده‌های طولی حذف کرد، زیرا گرفتن اولین تفاوت، اجزای ثابت زمانی مدل را حذف می‌کند.
دو فرض رایج را می‌توان در مورد اثر خاص فردی انجام داد: فرض اثرات تصادفی و فرض اثرات ثابت.
فرض اثرات تصادفی این است که ناهمگونی مشاهده نشده فردی با متغیرهای مستقل همبستگی ندارد.
فرض اثر ثابت این است که اثر خاص فردی با متغیرهای مستقل همبستگی دارد. اگر فرض اثرات تصادفی برقرار باشد، برآوردگر اثرات تصادفی کارآمدتر از مدل اثرات ثابت است.

## مثال ساده
فرض کنید m تعداد مدارس ابتدایی بزرگ به طور تصادفی از میان هزاران مدرسه در یک کشور بزرگ انتخاب شده‌اند. همچنین فرض کنید که n دانش آموز همسن به طور تصادفی در هر مدرسه انتخاب شده انتخاب شوند. نمرات آنها در یک آزمون استاندارد استعداد مشخص می‌شود. همچنین Yij نمره شاگرد j ام در مدرسه i ام باشد.
یک راه ساده برای مدل سازی این متغیر این است
{\displaystyle Y_{ij}=\mu +U_{i}+W_{ij}+\epsilon _{ij},\,}
که در آن μ میانگین نمره آزمون برای کل جمعیت است. در این مدل Ui اثر تصادفی مخصوص مدرسه است: تفاوت بین میانگین نمره در مدرسه i و میانگین نمره در کل کشور را اندازه‌گیری می‌کند. اصطلاح Wij اثر تصادفی خاص فردی است، یعنی انحراف نمره دانش‌آموز j از میانگین مدرسه i.
مدل را می‌توان با گنجاندن متغیرهای توضیحی اضافی، که تفاوت در امتیازات بین گروه‌های مختلف را نشان می‌دهد، گسترش داد. مثلا:
{\displaystyle Y_{ij}=\mu +\beta _{1}\mathrm {Sex} _{ij}+\beta _{2}\mathrm {ParentsEduc} _{ij}+U_{i}+W_{ij}+\epsilon _{ij},\,}
که در آن Sexij متغیر ساختگی برای پسران/دخترها است و مقادیر ParentsEducij میانگین سطح تحصیلات والدین کودک را ثبت می‌کند. این یک مدل ترکیبی است، نه یک مدل اثرات کاملا تصادفی، زیرا اصطلاحات اثرات ثابت را برای آموزش جنسی و والدین معرفی می‌کند.

## کاربرد
مدل‌های اثرات تصادفیدر عمل شامل مدل بولمان قراردادهای بیمه می‌شود و مدل فی – هریوت که برای تخمین مساحت کوچک استفاده می‌شود.

## مطالعه بیشتر
- Baltagi, Badi H. (2008). Econometric Analysis of Panel Data (4th ed.). New York, NY: Wiley. pp. 17–22. ISBN 978-0-470-51886-1.
- Hsiao, Cheng (2003). Analysis of Panel Data (2nd ed.). New York, NY: Cambridge University Press. pp. 73–92. ISBN 0-521-52271-4.
- Wooldridge, Jeffrey M. (2002). Econometric Analysis of Cross Section and Panel Data. Cambridge, MA: MIT Press. pp. 257–265. ISBN 0-262-23219-7.
- Gomes, Dylan G.E. (20 January 2022). "Should I use fixed effects or random effects when I have fewer than five levels of a grouping factor in a mixed-effects model?". PeerJ. 10: e12794. doi:10.7717/peerj.12794.